# Ranunculus pseudotrullifolius
Ranunculus pseudotrullifolius är en ranunkelväxtart som beskrevs av Skottsberg. Ranunculus pseudotrullifolius ingår i släktet ranunkler, och familjen ranunkelväxter. Inga underarter finns listade i Catalogue of Life.